# Wellesweiler
Wellesweiler – część niemieckiego miasta Neunkirchen, w kraju związkowym Saara, nad rzeką Blies. W 2013 roku liczyła 5164 mieszkańców. Graniczy od wschodu z miastem Bexbach.